# Langues de la pointe papoue

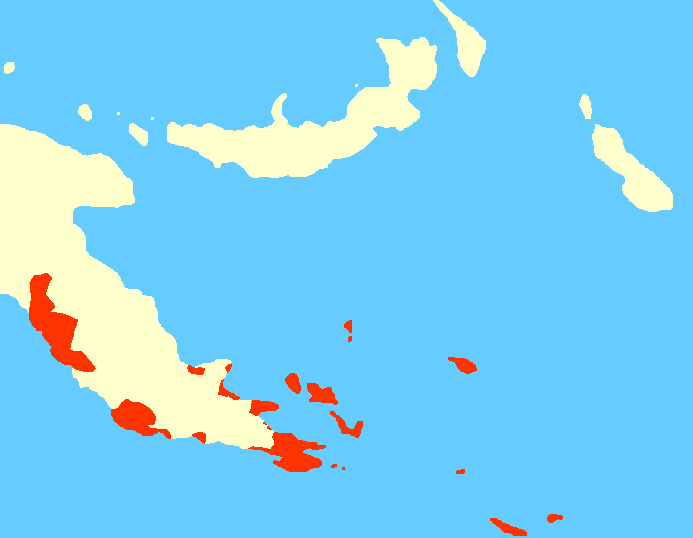
La pointe sud est de Nouvelle Guinée, au nord les îles de Nouvelle Bretagne et Bougainville. En orange, les langues de la pointe papoue.

Les langues de la pointe papoue sont des langues austronésiennes et constituent un des sous-groupes des langues océaniennes occidentales. Elles sont parlées dans le Sud-Est de la Papouasie-Nouvelle-Guinée.

## Classification

Les langues océaniennes. Le groupe océanien occidental est entouré en vert

### Place parmi les langues océaniennes
Les langues océaniennes occidentales sont un groupe de premier niveau dans la classification des langues océaniennes de Lynch, Ross et Crowley.
Selon ces auteurs, l'océanien occidental se partage en trois sous-groupes :
- lien méso-mélanésien[4]
- lien de la pointe papoue
- lien Nouvelle-Guinée du Nord

### Classification interne
Les langues incluses dans le sous-groupe de la pointe papoue sont organisées ainsi :
- lien proprement dit de la pointe papoue (en anglais Nuclear)
  - lien suauique : langues suau, saliba, 'auhelawa
  - lien d'Entrecasteaux-terres du Nord : langues dobu, molima, diodio, bwaidoga, kakabai, dawawa
- lien périphérique de la pointe papoue
  - lien kilivila-misima : 
    - famille kilivila : langue kilivila
    - misima

  - famille nimoa-sud-est
  - famille centrale papoue
    - famille sinagoro–keapara : hula (en)–keapara (en), sinaugoro
    - famille centrale papoue occidentale : motu, abadi, toura, kuni (en), mekeo, lala, waima

### Caractéristiques du groupe
Il est aisé de reconstruire une proto-langue de la pointe papoue. Les langues du sous-groupe partagent certaines innovations phonologiques par rapport au proto-océanien. Quatre d'entre elles se retrouvent dans le reste de l'océanien occidental. Les autres sont propres au sous-groupe. Ainsi le proto-océanien *ñ devient presque toujours *n, *k aboutit à deux phonèmes *k et *q. La proto-langue de la pointe papoue innove en développant deux labio-vélaires *kʷ et *gʷ. 